# Lasha Jaiani
Pas d'image ? Cliquez ici

a Compétitions nationales et continentales officielles uniquement.

b Matchs officiels uniquement.
Dernière mise à jour le 3 décembre 2022.
Lasha Jaiani (en géorgien : ლაშა ჯაიანი) est un joueur géorgien de rugby à XV évoluant en équipe nationale depuis 2020 et au sein de l'effectif de l'USON Nevers en Pro D2 depuis 2022.

## Biographie
À 16 ans, Lasha Jaiani reçoit une bourse pour étudier à la Whitgift School (en) de Londres. En 2018, il est appelé pour disputer le championnat d'Europe de rugby à XV des moins de 18 ans 2016 avec la Géorgie. À la suite de l'obtention de son diplôme à Whitgift, il intègre l'université d'Exeter, et évolue alors en BUCS. Il rejoint l'équipe moins de 20 ans de la Géorgie, pour participer aux championnats du monde junior 2017 et 2018. Il participe à la préparation à la coupe du monde 2019, mais n'est pas retenu dans le groupe final de la Géorgie, et débutera sous le maillot géorgien lors du REC 2020 face à la Belgique, puis est ensuite rappelé pour disputer la coupe d'automne.
Pour l'exercice 2019-2020, il est élu sportif de l'année de l'université d'Exeter. Début 2021, il signe aux Wasps qui évoluent en Premiership, après l'obtention de ses diplômes (un baccalauréat universitaire en science du sport, puis un master en santé et bien-être). Il quitte le club en juin de la même année, sans avoir porté les couleurs de cette équipe en match officiel.
Il rentre alors en Géorgie et intègre la franchise géorgienne du Black Lion qui évolue en Rugby Europe Super Cup. En club, il rejoint le RC Iunkerebi.
Le 2 août 2022, le club français de l'USON Nevers annonce le recrutement de Jaiani.

## Palmarès
- Championnat international d'Europe : vainqueur en 2020, 2021 et 2022 avec la Géorgie
- Rugby Europe Super Cup : vainqueur en 2022 avec Black Lion

## Statistiques

### En sélection
| Année | Compétition     | Matchs | Points | Essais | Transf. | Drops | Pénal. |
| ----- | --------------- | ------ | ------ | ------ | ------- | ----- | ------ |
| 2020  | REC 2020        | 2      | -      | -      | -       | -     | -      |
| 2020  | Coupe d'automne | 4      | -      | -      | -       | -     | -      |
| 2021  | REC 2020        | 1      | -      | -      | -       | -     | -      |
| 2021  | REC 2021        | 4      | -      | -      | -       | -     | -      |
| 2021  | Test-match      | 1      | -      | -      | -       | -     | -      |
| 2022  | REC 2022        | 3      | -      | -      | -       | -     | -      |
| 2022  | Test-match      | 1      | -      | -      | -       | -     | -      |
| Total | Total           | 16     | -      | -      | -       | -     | -      |